# Lijst van burgemeesters van Hardinxveld-Giessendam
Dit is een lijst van burgemeesters van de Nederlandse gemeente Hardinxveld-Giessendam in de provincie Zuid-Holland. De gemeente is ontstaan uit een fusie in 1957.
| Ambtsperiode | Naam burgemeester      | Partij of stroming | Bijzonderheden                            |
| ------------ | ---------------------- | ------------------ | ----------------------------------------- |
| 1957 - 1980  | Bram Brinkman          | ARP                | Voor de fusie burgemeester van Giessendam |
| 1980 - 1984  | Roel Dijkstra          | CDA                |                                           |
| 1984 - 1995  | Boelhouwer van Wouwe   | CDA                |                                           |
| 1995 - 2006  | Arie Noordergraaf      | SGP                |                                           |
| 2006 - 2008  | Roel Augusteijn        | CDA                | waarnemend                                |
| 2009 - 2012  | Maria Wiebosch-Steeman | GroenLinks         |                                           |
| 2012 - 2014  | Bert Blase             | PvdA               | waarnemend                                |
| 2014 - 2016  | Roel Augusteijn        | CDA                | waarnemend                                |
| 2016 - heden | Dirk Heijkoop          | CDA                |                                           |